# Eleutherodactylus ricordii
Eleutherodactylus ricordii  (лат.) — вид листовых лягушек из семейства Eleutherodactylidae. Эндемик острова Куба.
Общая длина достигает 3—4 см. Наблюдается половой диморфизм — самка больше самца. Голова небольшая. Туловище крепкое. Кожа гладкая. На пальцах расположены достаточно большие диски-присоски.
Окраска колеблется от желтовато-коричневого до тускло-коричневого цвета с чёрными или оливково-чёрными пятнами, которые разбросаны неравномерно. Горло и брюхо серые.
Любит горную и лесистую местность, кустарники. Встречается на высоте от 290 до 1150 метров над уровнем моря. Предпочитает находиться на суше. Днём прячется в расщелинах или среди камней. Активна ночью. Питается мелкими беспозвоночными и их личинками.
Самка откладывает яйца на земле, в скрытом месте. Развитие прямое, стадия головастика отсутствует.